# Національний день Бельгії

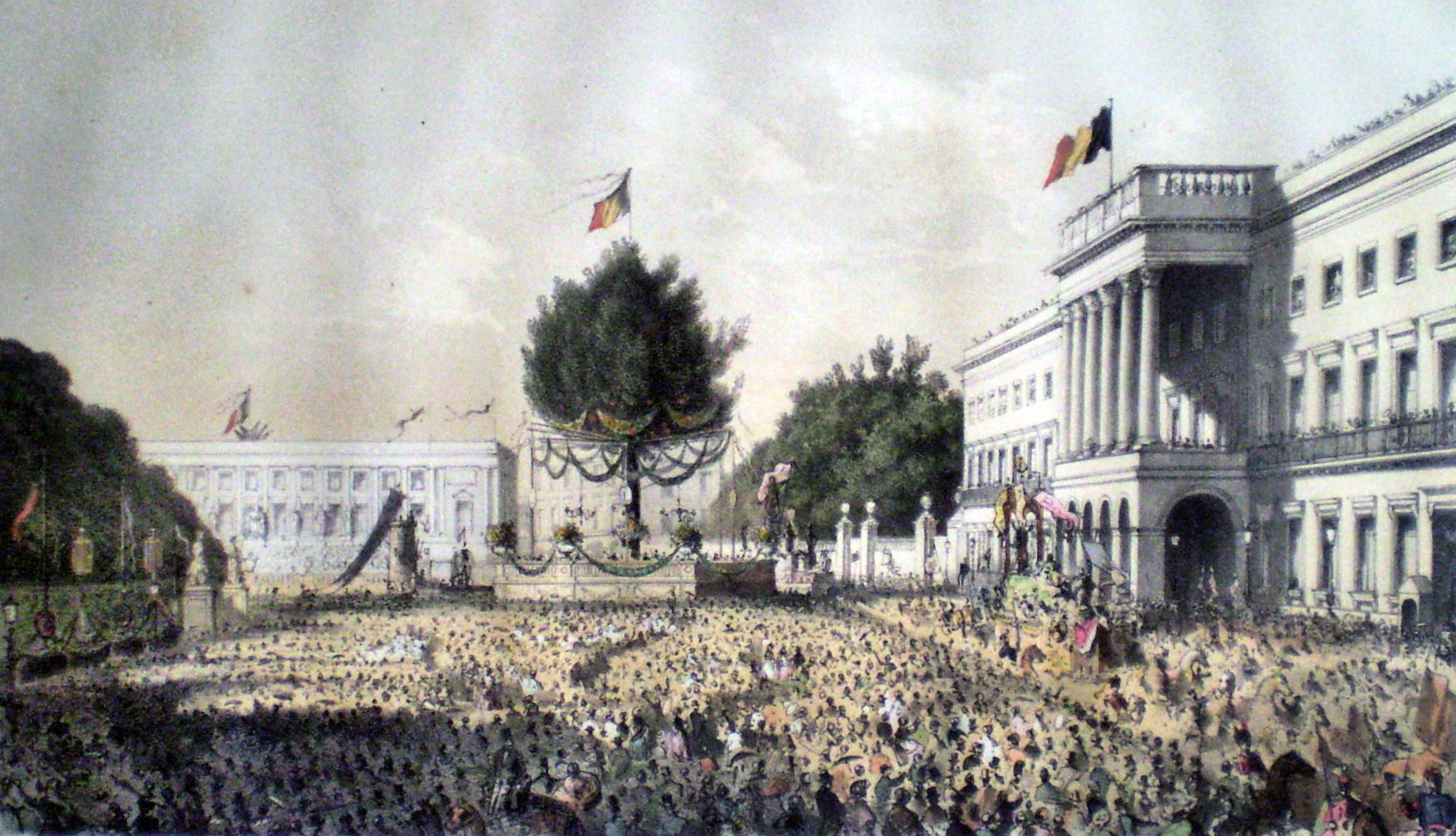
Святкування 25-ї річниці незалежності біля Королівського палацу у Брюселі. 1856 рік

Національний день Бельгії (нід. Nationale feestdag van België, фр. Fête nationale belge, нім. Belgischer Nationalfeiertag), відомий також як Національний бельгійський фестиваль, що відзначається щорічно 21 липня, починаючи з 1890 року.
Офіційне заснування фестивалю датується законом від 27 травня 1890 року і вшановує подію 21 липня 1831 року, в якій Леопольд Сакскобургський присягнув на вірність новій бельгійській конституції, ставши таким чином першим монархом нації. Королівська обітниця стала початком незалежної Бельгії як конституційної монархії із парламентом.

## Історія
У 1830 році, надихнувшись недавньою революцію у Франції, південні провінції Об'єднаних Нідерландів повстали проти голландського панування, перед тим відчувши період економічного зростання, релігійного та політичного самоусвідомлення. Після ряду боїв у серпні-вересні 1830 року голландці були витіснені з більшої частини регіону, і Бельгія фактично отримала незалежність. Було створено Національний конгрес для написання Конституції для нової держави.
Конгрес вирішив, що нова країна буде конституційною монархією (що асоціювалося із політичною стабільністю), а не республікою, аби заспокоїти уряди іноземних держав і бельгійський середній клас, які пов'язували республіканізм з «натовпом» після французької революції 1789 року. 4 червня 1831 року Конгрес закликав Леопольда Сакскобурґотського, німецького дворянина, бути першим королем бельгійців.
Прийнявши запрошення, Леопольд приїхав з Англії до Брюсселя. 21 липня тимчасовий регент Еразм Луїс Сурлет де Чокер офіційно відмовився від своєї посади, і Леопольд присягнув на вірність Конституції, складеній Національним конгресом, офіційно ввівши її в дію, і посів трон.

## Відзначення Національного дня

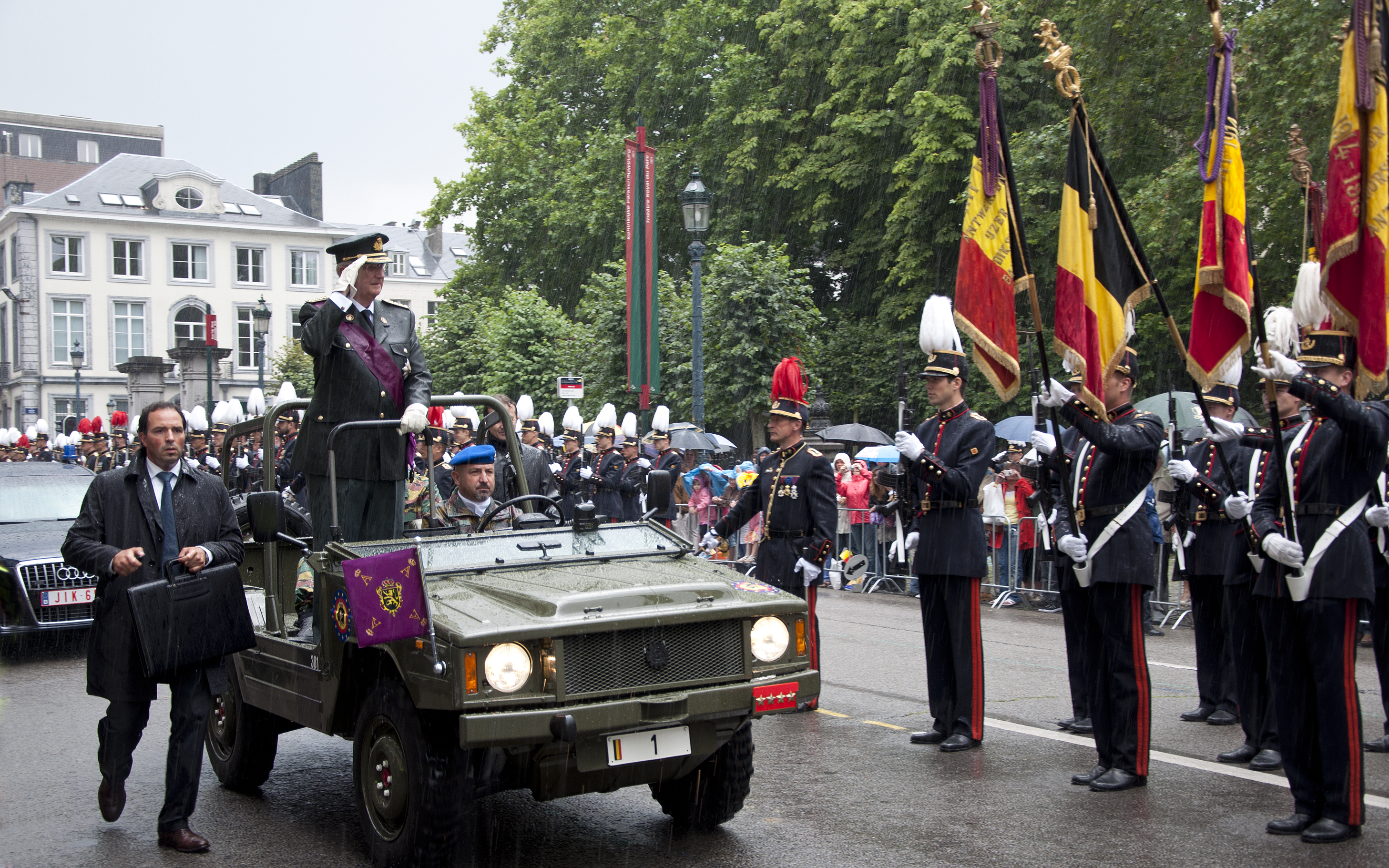
Король Альберт II оглядає військо в Національний День 2011 року

Спочатку Національний день Бельгії відзначався 27 вересня як вшанування остаточного виходу голландських військових з Брюсселя. У 1890 році дата фестивалю була змінена на 21 липня на честь вступу Леопольда I на трон. У 1991 році 27 вересня було обрано як щорічне святкування французької громади Бельгії.
День, як правило, починається з католицької служби Te Deum в соборі Брюсселя, в якій беруть участь король та інші високопосадовці. У другій половині дня король оглядає бельгійську армію та поліцію і приймає їх парад біля Королівського палацу. Також відбувається авіаційний парад. Військові, служби цивільної оборони та служби надзвичайних ситуацій та інші урядові департаменти, як правило, проводять публічні заходи з метою пояснення своєї ролі громадськості.
Багато державних будівель у Брюсселі, які, як правило, закриті у звичайні дні, також відкриті для громадськості у Національний День. Різноманітні розваги відбуваються в багатьох місцях по всій столиці, особливо в центрі міста. Ввечері у парку Брюсселя свято традиційно завершується великим феєрверком.
Події менших масштабів традиційно відбуваються в містах і містечках Бельгії, а також у бельгійських громадах за кордоном.

## Офіційні події
На Національний день 2013 року король Альберт II офіційно зрікся посади у зв'язку із досягненням поважного віку, його син Філіп став королем бельгійців і зайняв трон. За Альбертом було збережено пожиттєво почесний титул короля.

## Галерея

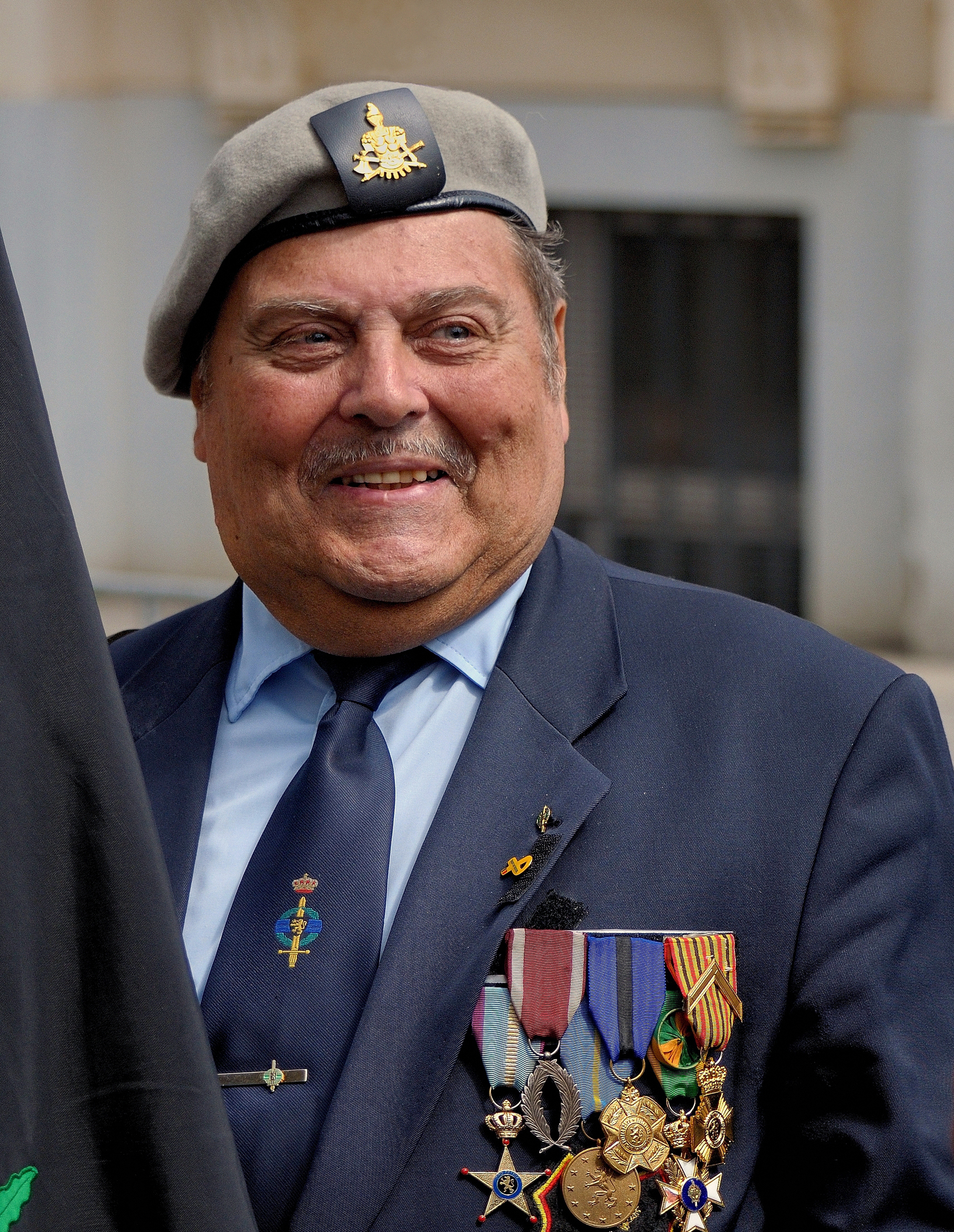
Ветеран-знаменоносець
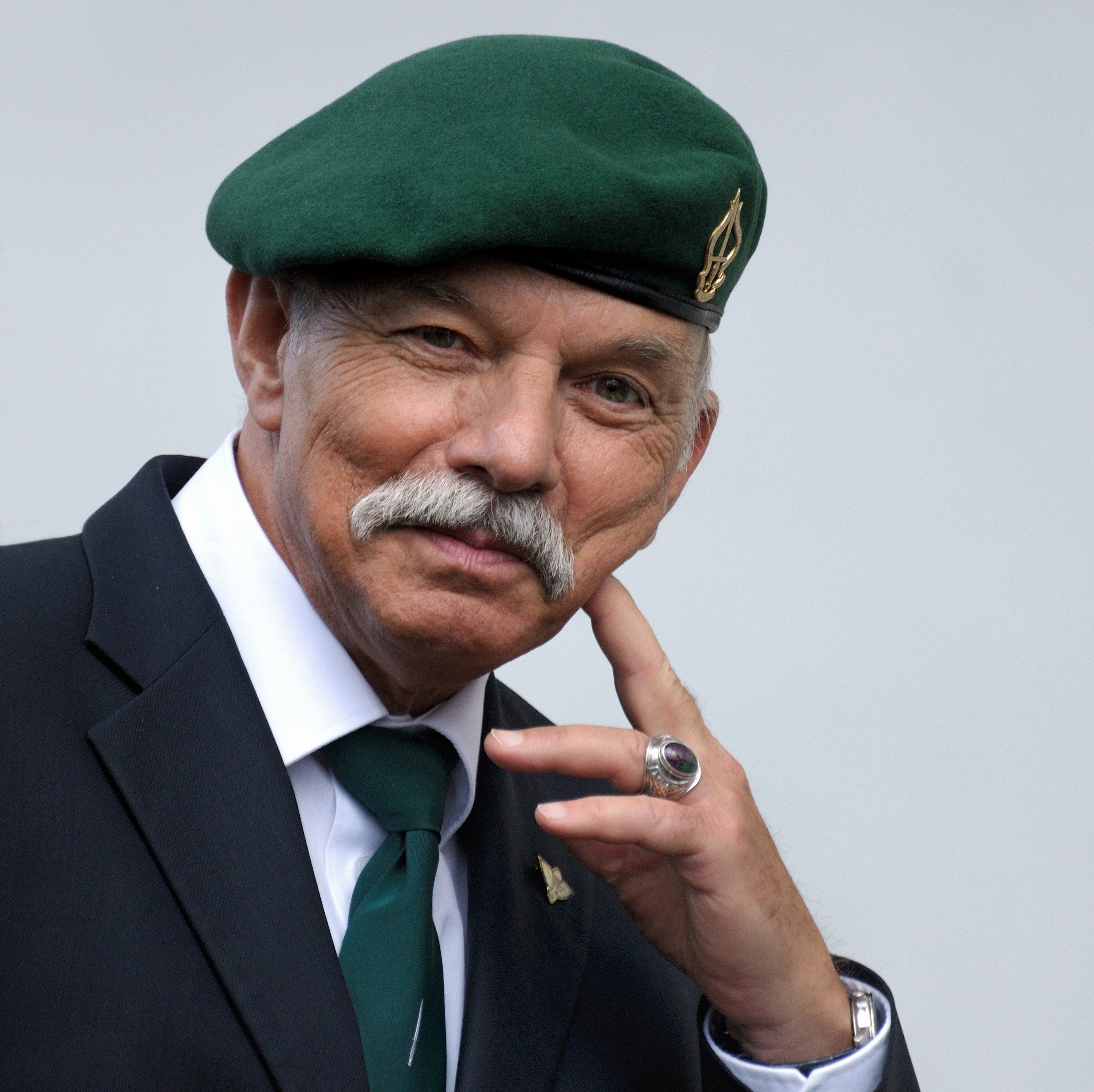
Добрий настрій
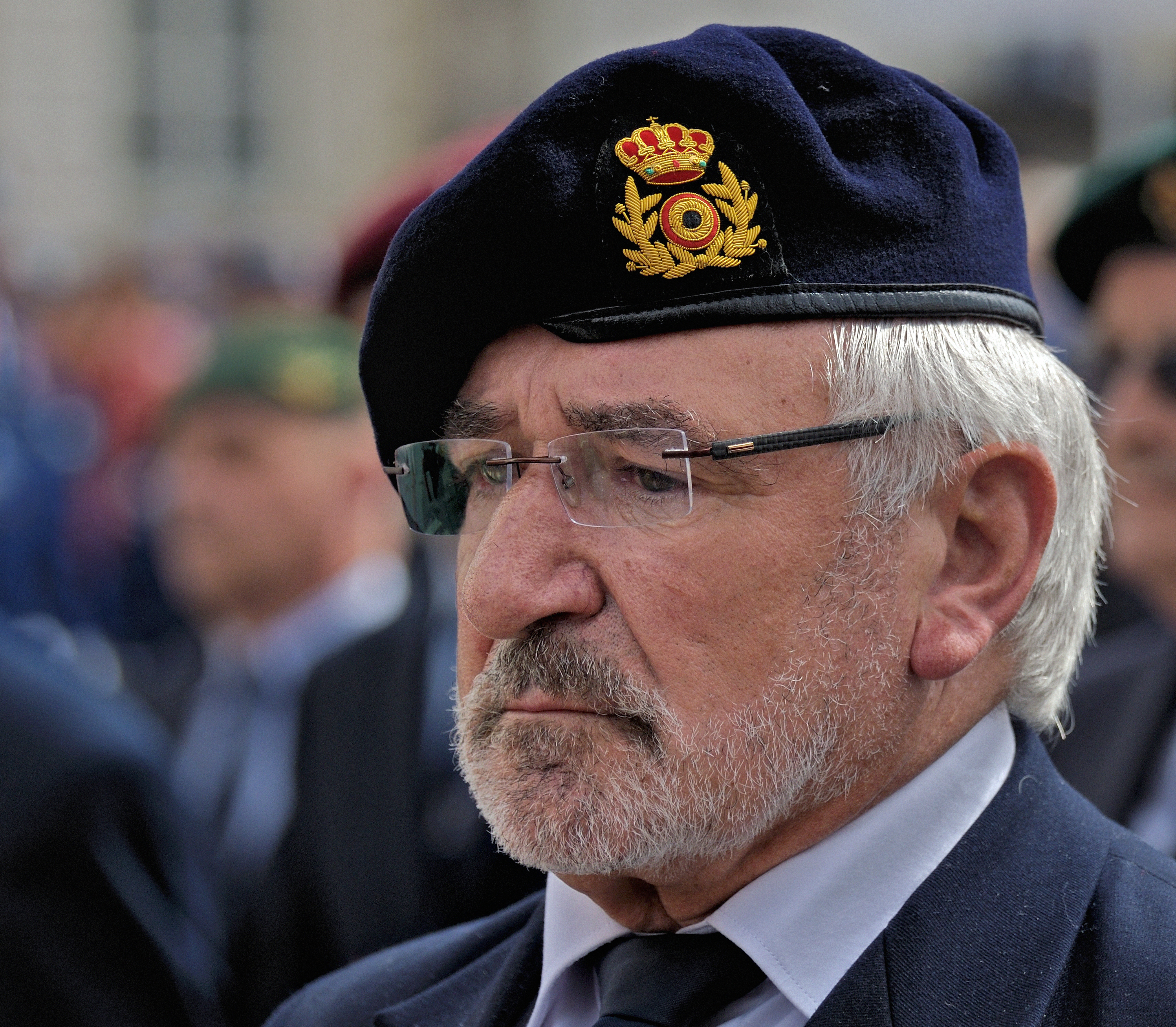
Спогади
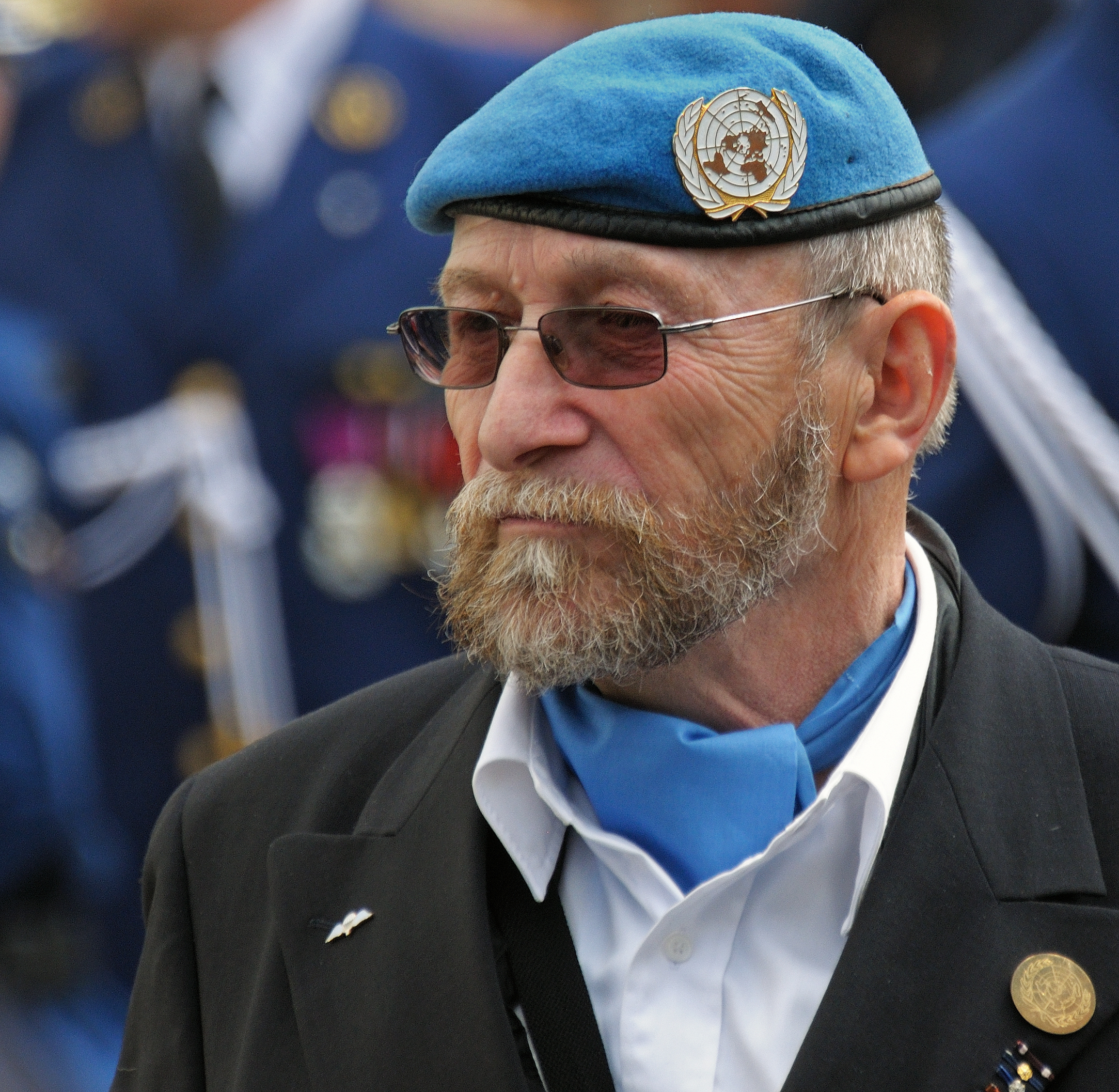
Ветеран
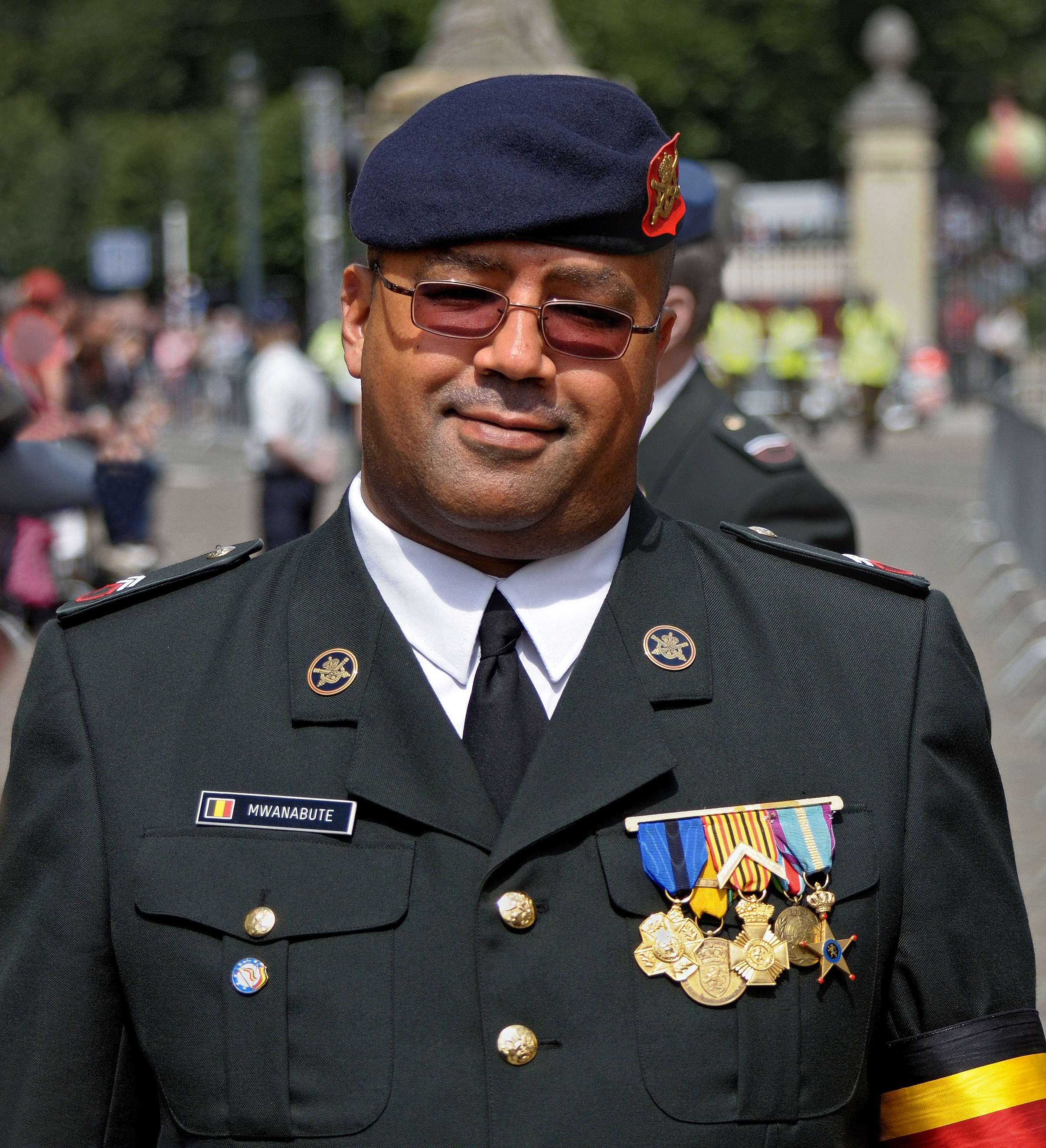
Перевірка перепусток
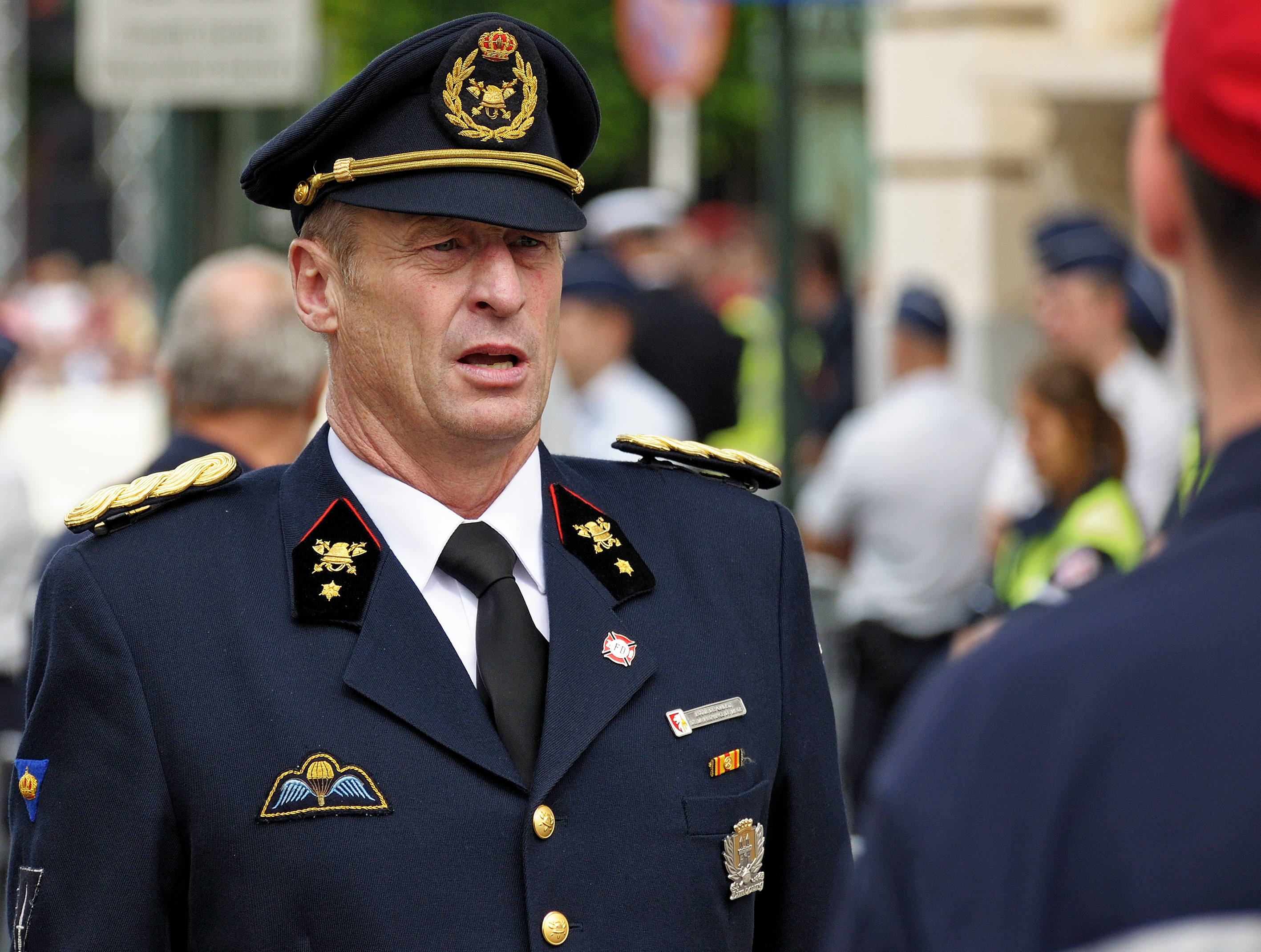
Командир пожежників
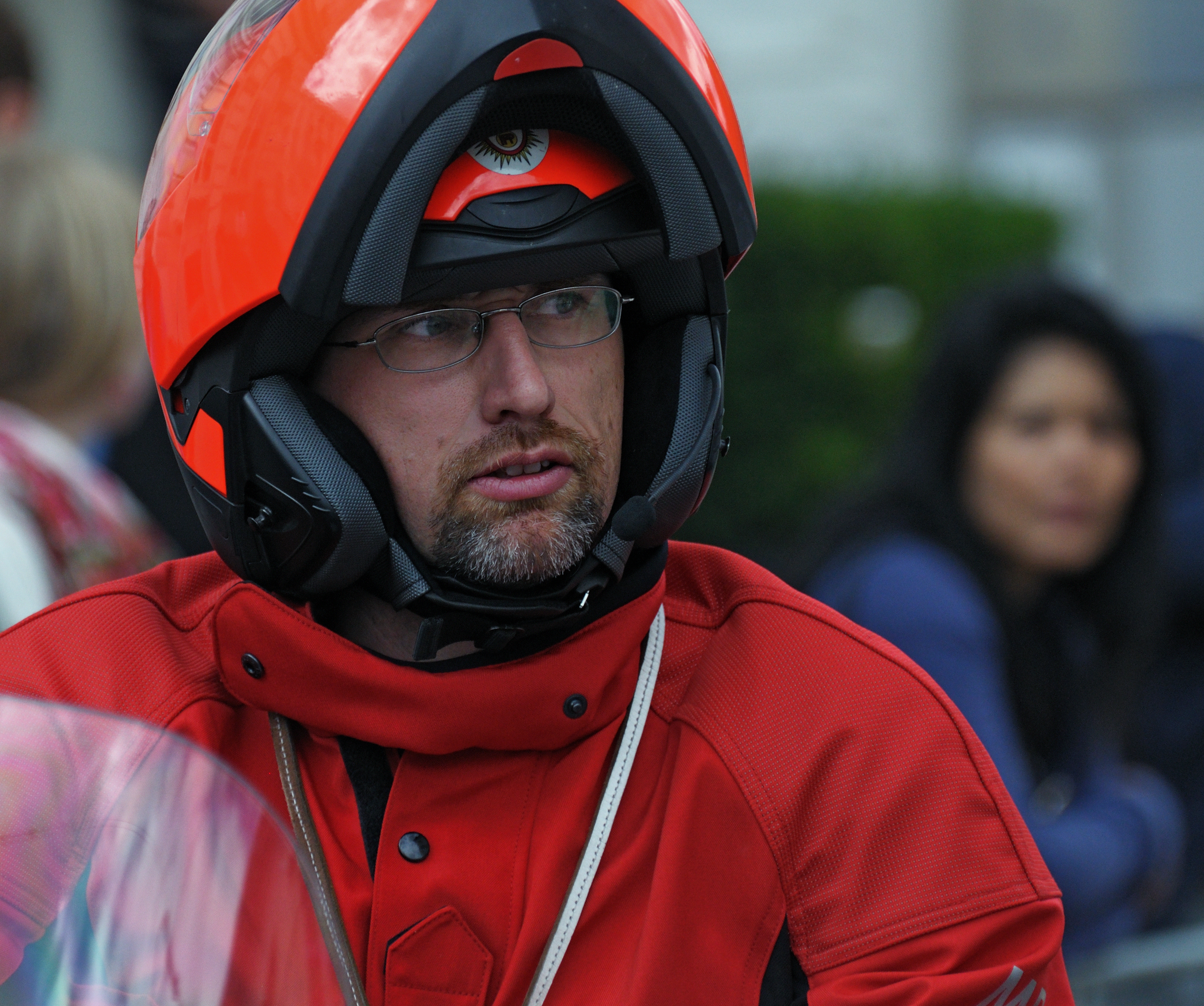
Військова поліція
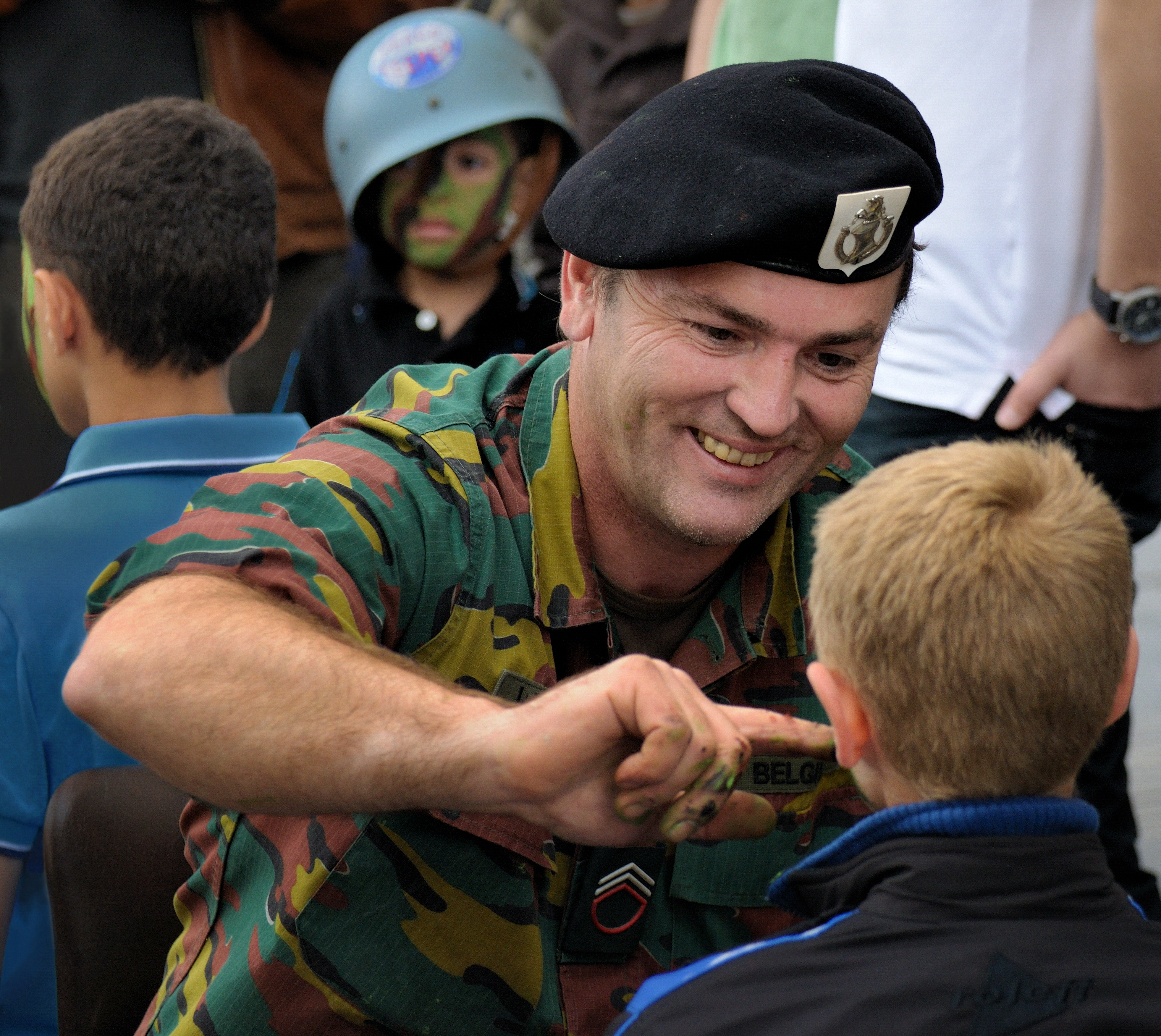
Бойова розмальовка
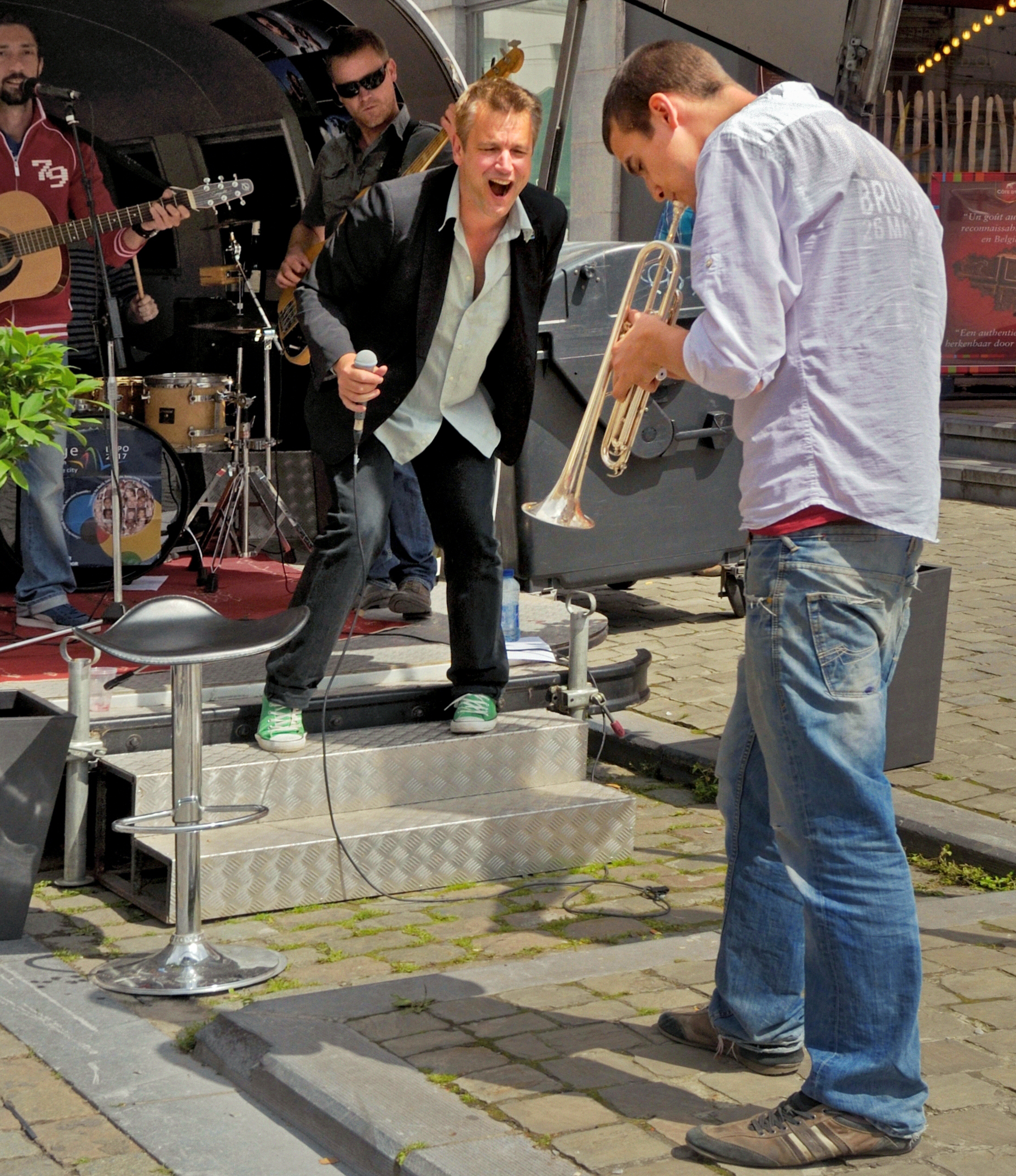
Відчайдушні музиканти
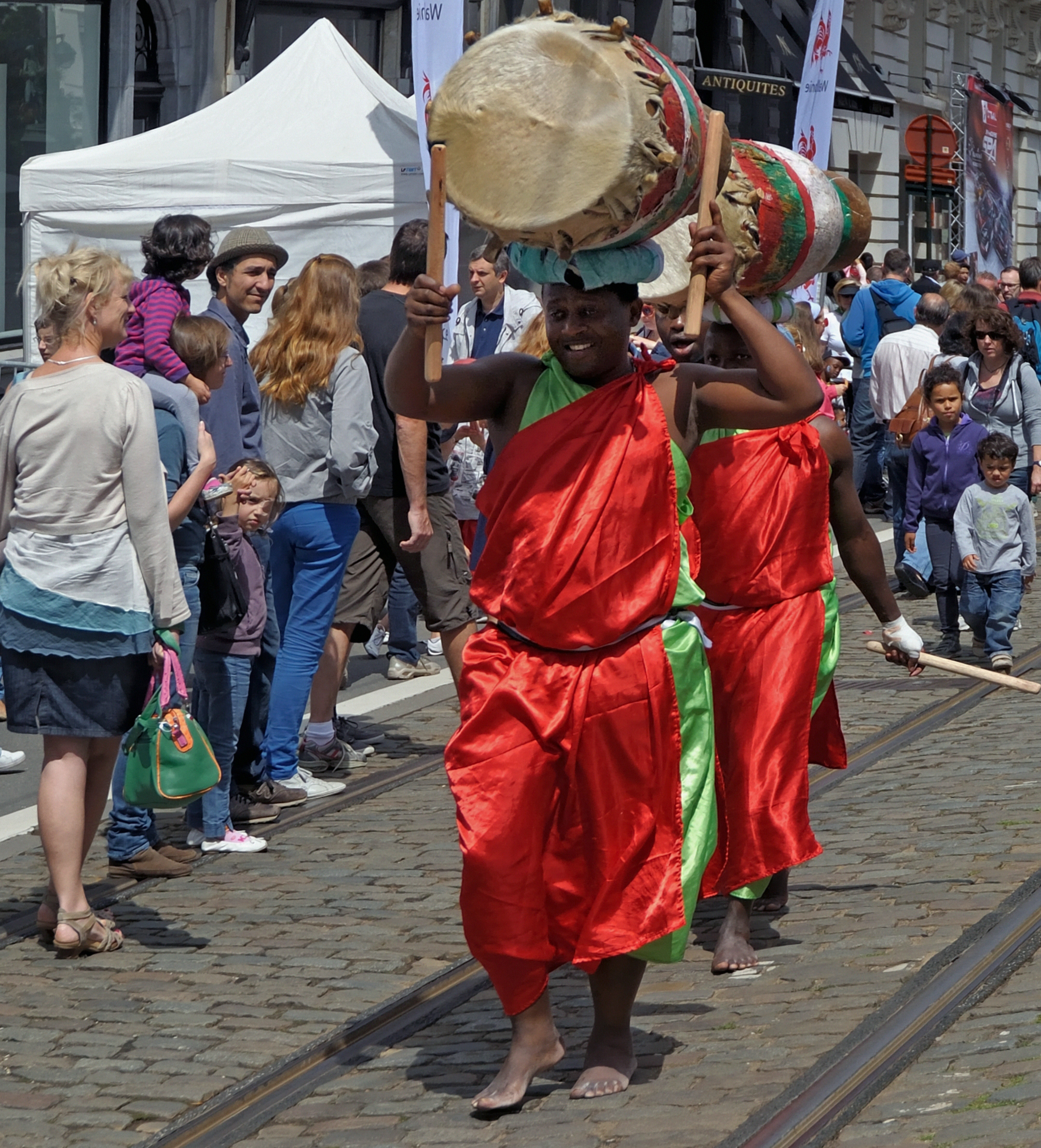
Африканські гості
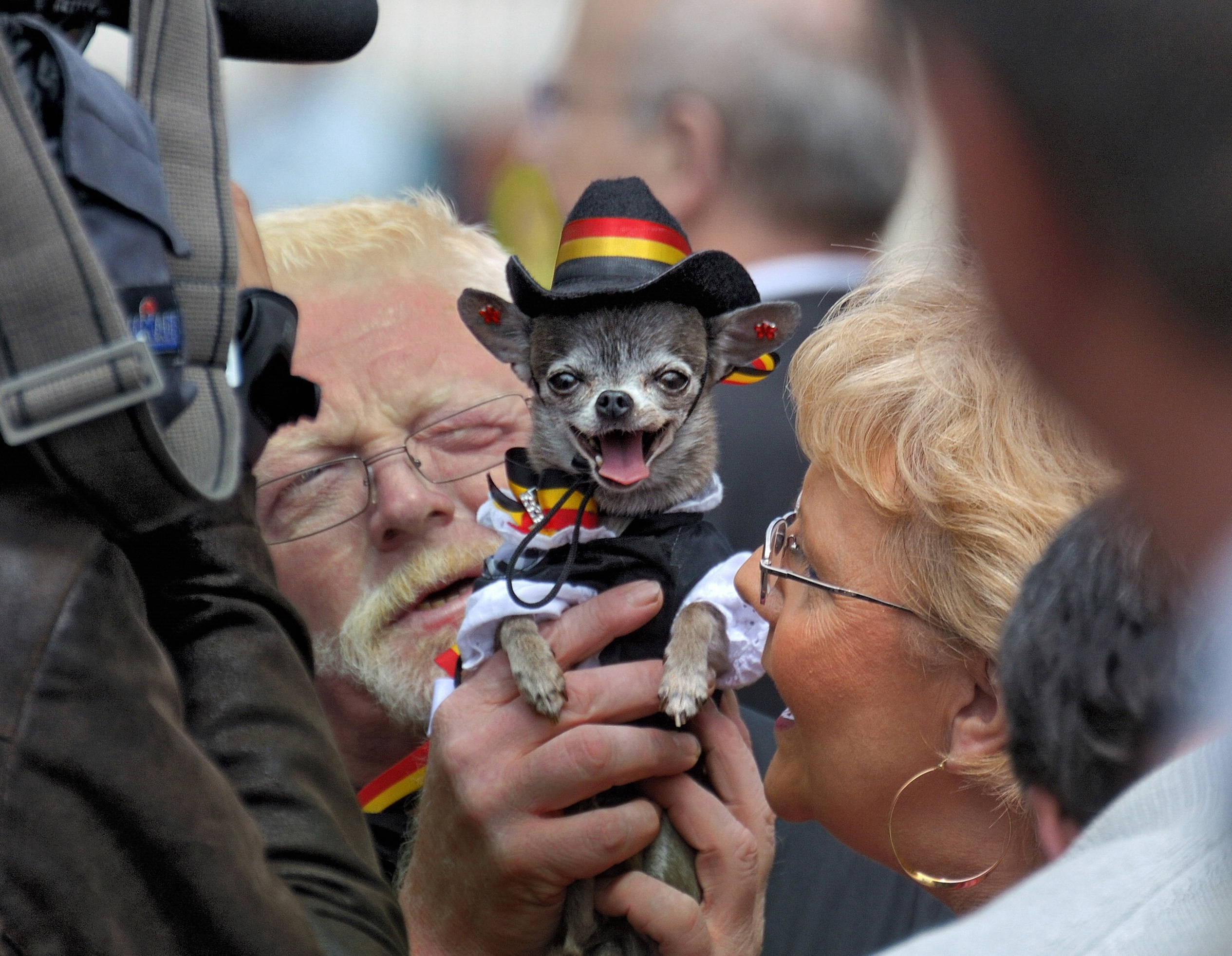
Зірка TV

## Додаткова інформація
- Janssens, Jeroen (2001). De Belgische Natie Viert: De Belgische Nationale Feesten, 1830-1914. Leuven: Universitaire Pers Leuven. ISBN 9789058671752.